# Les Fontanals
Les Fontanals és una partida del municipi de la Torre de Cabdella, dins del seu terme primigeni, al Pallars Jussà. És al nord-oest del poble d'Aguiró, en els vessants sud-orientals de la Serra de Castellnou. És al sud-est de Cortsolàs i al nord-oest dels Corrals de Guiró.